# 浅井宏輔
浅井 宏輔（あさい こうすけ、1983年12月12日 - ）は、日本のスタントマン、俳優、スーツアクター。愛知県出身。ジャパンアクションエンタープライズ（JAE）所属。

## 来歴
幼少のころに見た『仮面ライダーBLACK』で特撮ヒーローに憧れるようになり、高校時代の同級生が地元・名古屋でヒーローショーのアルバイトを始めたことに刺激されて自身も同じアルバイトを始める。
大学3回生のころに中退し、その後、上京してJAEの養成所を経て事務所所属となるも、腰を痛めて暫く実家での静養生活を余儀なくされるが、リハビリを経て活動を再開。
東京ドームシティのショーでのスーツアクターを経て、『海賊戦隊ゴーカイジャー』のバスコ怪人体や『特命戦隊ゴーバスターズ』のチダ・ニックなどのスーツアクターを務める。『海賊戦隊ゴーカイジャーVS宇宙刑事ギャバン THE MOVIE』では宇宙刑事ギャバンのスーツアクターを務めて注目を集め、『獣電戦隊キョウリュウジャー』のキョウリュウグリーン役でヒーロー役のレギュラーを初担当。
『烈車戦隊トッキュウジャー』まで戦隊レッド戦士のスーツアクターを担当していた押川善文の引退に伴い、その次回作『手裏剣戦隊ニンニンジャー』のアカニンジャーで初のレッド役を務めた。ただしクランクイン前に負傷したことにより、忍びの7までは藤井祐伍が代役で担当した。翌年の『動物戦隊ジュウオウジャー』では最初から最後までレッド役をやり通した。その後、『快盗戦隊ルパンレンジャーVS警察戦隊パトレンジャー』や『暴太郎戦隊ドンブラザーズ』、『ナンバーワン戦隊ゴジュウジャー』でもレッド役を担当している。
その一方で仮面ライダーシリーズにも出演することがあり、『仮面ライダーエグゼイド』では仮面ライダークロノスで初のライダー役を務め、『仮面ライダーゼロワン』では初の2号ライダーであるバルカンを担当した後、『仮面ライダーセイバー』では主役のスーツアクターをオーディションで勝ち抜いて担当。新堀和男、高岩成二に続き、史上3番目となるスーパー戦隊シリーズのレッドと仮面ライダーシリーズの1号（主人公）ライダーの両方を演じたスーツアクターとなった。

## 人物
姉妹がいる。好きな食べ物はクリスピークリームドーナツとアーモンドクラッシュポッキー。好きな色は赤、白、青。趣味はスーパー戦隊・仮面ライダー鑑賞。
アクション監督の福沢博文は、「（殺陣の）形がきれいで、武器の扱いも上手い。どの技もトータル的にバランスがいい」と評価している。また『ゴーカイジャーVSギャバン』で共演した大葉健二は、「オリジナルの『宇宙刑事ギャバン』でのスーツアクターの動きをマスターしており器用だ」と評している。

## 出演

### テレビドラマ
- ハチミツとクローバー（2008年1月8日 - 3月18日、フジテレビ） - 生田斗真吹き替え
- 十津川警部シリーズ 生命（2008年10月13日、TBS）
- 特命係長 只野仁 シーズン4突入スペシャル（2009年1月3日、テレビ朝日） - 野久保直樹吹き替え
- あんみつ姫2（2009年1月11日、フジテレビ） - ねずみ一派 役
- コード・ブルー -ドクターヘリ緊急救命-2nd Season（2010年1月11日 - 3月22日、フジテレビ） - 山下智久スタンドイン
- 松本清張生誕100年スペシャル・夜光の階段 第9話（2009年4月23日 - 6月18日、テレビ朝日） - 藤木直人吹き替え
- サラリーマン金太郎 第2シリーズ 第7話（2010年、テレビ朝日） - 八神蓮吹き替え
- 10年先も君に恋して（2010年8月31日 - 10月5日、NHK） - 内野聖陽吹き替え
- SPEC〜警視庁公安部公安第五課 未詳事件特別対策係事件簿〜 第5話（2010年10月8日 - 12月17日、TBS） - SIT隊員 役
- 悪党〜重犯罪捜査班 第6話（2011年、テレビ朝日） - 風間吹き替え
- 大切なことはすべて君が教えてくれた（2011年、フジテレビ） - 三浦春馬吹き替え
- 視覚探偵 日暮旅人 第7話（2017年、日本テレビ） - チンピラ 役
- ルパンの娘 第11話（2019年9月26日、フジテレビ）

### バラエティ
- 第46回新春かくし芸大会2009（2009年1月1日、フジテレビ）
- run for money 逃走中 日本昔話（2010年6月27日、フジテレビ） - 鬼 役
- ごきげん歌謡笑劇団（2011年4月16日、NHK）
- 余計なお世話かもしれませんが…（2017年、テレビ朝日）- シシレッド 役
- MAG!C☆PRINCEのマジ☆弟子 第5回（2017年、テレビ東京） - 師匠 役

### 特撮テレビドラマ
- 仮面ライダーシリーズ （テレビ朝日）
  - 仮面ライダーディケイド（2009年） - 仮面ライダーディケイド（代役）[14]、敵怪人 他
  - 仮面ライダーW（2009年 - 2010年） - 補助
  - 仮面ライダーフォーゼ（2011年 - 2012年） - 補助、仮面ライダーフォーゼ（代役）[15]
  - 仮面ライダーウィザード（2012年 - 2013年） - 吹き替え[16]
  - 仮面ライダー鎧武/ガイム（2013年 - 2014年）
  - 仮面ライダーゴースト（2015年 - 2016年）
  - 仮面ライダーエグゼイド（2016年 - 2017年） - 仮面ライダークロノス[16]
  - 仮面ライダージオウ（2018年 - 2019年） - 仮面ライダーディケイド[17]、アナザーライダー[18]、仮面ライダーゲイツ（LAST）[19]
  - 仮面ライダーゼロワン（2019年 - 2020年） - 戦闘員マギア（1）[20]、仮面ライダーバルカン[21]、仮面ライダーサウザー[22]
  - 仮面ライダーセイバー（2020年 - 2021年） - 仮面ライダーセイバー[12]、神山飛羽真（吹き替え）[23]
  - 仮面ライダーガッチャード（2023年 - 2024年） - 仮面ライダーガッチャードデイブレイク[24][8]、仮面ライダーレジェンド[8][注 1]、冥黒王ジェルマン[26][8]、ミナト（吹き替え）[8]
  - 仮面ライダーガヴ（2024年 - ）
- スーパー戦隊シリーズ（テレビ朝日）
  - 炎神戦隊ゴーオンジャー（2008年 - 2009年） - 蛮機兵ウガッツ[要出典]
  - 侍戦隊シンケンジャー（2009年 - 2010年） - カップル男 役
  - 天装戦隊ゴセイジャー（2010年 - 2011年） - 魔虫兵ビービ[要出典] / 補助
  - 海賊戦隊ゴーカイジャー（2011年 - 2012年） - バスコ完全体[4][27]、黒獅子リオ（23）[28]、ゴーカイシルバー（24）[29]、ゴーカイレッド[30]、レガエル（声・27）、戦闘員[31]、補助[31] 他
  - 特命戦隊ゴーバスターズ（2012年 - 2013年） - チダ・ニック[16] / ゴーバスターエース[16]、ダンガンロイド[32]、ダンガンロイド2[33]
  - 獣電戦隊キョウリュウジャー（2013年 - 2014年） - キョウリュウグリーン[16]
  - 烈車戦隊トッキュウジャー（2014年 - 2015年） - トッキュウ6号[5][16] / ザラム[5][34]
  - 手裏剣戦隊ニンニンジャー（2015年 - 2016年） - アカニンジャー（8以降）[11][6][16]、ハリケンレッド（7）[11][6]
  - 動物戦隊ジュウオウジャー（2016年 - 2017年） - ジュウオウイーグル[35][7][16] / ジュウオウゴリラ[36][7][16] / ジュウオウホエール[7][16]、バド（ジューマン態・初期）[37]、ザワールド[7]
  - 宇宙戦隊キュウレンジャー（2017年 - 2018年）
  - 快盗戦隊ルパンレンジャーVS警察戦隊パトレンジャー（2018年 - 2019年） - ルパンレッド[38][16][39]、アルセーヌ・ルパン[39]
  - 騎士竜戦隊リュウソウジャー（2019年 - 2020年） - ヤバソード[40]
  - 魔進戦隊キラメイジャー（2020年 - 2021年）
  - 機界戦隊ゼンカイジャー（2021年 - 2022年） - ドンモモタロウ（42）[31][41]
  - 暴太郎戦隊ドンブラザーズ（2022年 - 2023年） - ドンモモタロウ[42][41] / ドンロボタロウ[43][41] / ゴールドンモモタロウ[44][41]、猿原真一（吹き替え / 43）[45]
  - 爆上戦隊ブンブンジャー（2024年） - トッキュウ1号[46]
  - ナンバーワン戦隊ゴジュウジャー（2025年） - ゴジュウウルフ[47]

#### テレビスペシャル
- 仮面ライダーG（2009年1月31日、テレビ朝日） - 仮面ライダー 他
- 烈車戦隊トッキュウジャーVS仮面ライダー鎧武 春休み合体スペシャル（2014年3月30日、テレビ朝日）

### 映画
- ドロップ（2009年） - 水嶋ヒロ吹き替え
- 20世紀少年 最終章 ぼくらの旗（2009年）
- 漫才ギャング（2011年） - スカルキッズメンバー
- 探偵はBARにいる（2011年） - 塾生 役
- ワイルド7（2011年）
- 海賊戦隊ゴーカイジャーVS宇宙刑事ギャバン THE MOVIE（2012年） - ギャバン[48][4]
- 宇宙刑事ギャバン THE MOVIE（2012年） - ギャバンtypeG[16][49]
- エイトレンジャー2（2014年） - SP 役
- セイバー+ゼンカイジャー スーパーヒーロー戦記（2021年） - 仮面ライダーセイバー[50]
- 仮面ライダーシリーズ
  - 劇場版 仮面ライダー電王 俺、誕生! （2007年）[51]※ノンクレジット
  - 劇場版 仮面ライダーキバ 魔界城の王（2008年）[52]※ノンクレジット
  - 劇場版 さらば仮面ライダー電王 ファイナル・カウントダウン（2008年） - 再生イマジン
  - 劇場版 超・仮面ライダー電王&ディケイド NEOジェネレーションズ 鬼ヶ島の戦艦（2009年）
  - 劇場版 仮面ライダーディケイド オールライダー対大ショッカー（2009年） - 仮面ライダー、敵怪人 他
  - 仮面ライダー×仮面ライダー W&ディケイド MOVIE大戦2010（2009年） - 敵怪人、戦闘員 他
  - 仮面ライダー×仮面ライダー×仮面ライダー THE MOVIE 超・電王トリロジー（2010年）
    - EPISODE BLUE 派遣イマジンはNEWトラル
    - EPISODE YELLOW お宝DEエンド・パイレーツ

  - 仮面ライダーW FOREVER AtoZ/運命のガイアメモリ（2010年） - ワイヤー補助
  - 劇場版 仮面ライダーオーズ WONDERFUL 将軍と21のコアメダル（2011年） - 兵隊
  - 仮面ライダー×仮面ライダー フォーゼ&オーズ MOVIE大戦MEGA MAX（2011年） - 仮面ライダー 他
  - 劇場版 仮面ライダー鎧武 サッカー大決戦!黄金の果実争奪杯!（2014年）
  - 劇場版 仮面ライダーエグゼイド トゥルー・エンディング（2017年） - 仮面ライダー風魔[53]
  - 劇場版 仮面ライダージオウ Over Quartzer （2019年） - 仮面ライダーゾンジス[54]
  - 仮面ライダー 令和 ザ・ファースト・ジェネレーション（2019年）[55] - 仮面ライダーバルカン[56]
  - 劇場版 仮面ライダーゼロワン REAL×TIME（2020年） - 仮面ライダーバルカン[16]
  - 劇場短編 仮面ライダーセイバー 不死鳥の剣士と破滅の本（2020年） - 仮面ライダーセイバー[57]
  - 仮面ライダー ビヨンド・ジェネレーションズ（2021年）
  - 仮面ライダーガッチャード ザ・フューチャー・デイブレイク（2024年） - 仮面ライダーガッチャードデイブレイク[58]
- スーパー戦隊シリーズ
  - 炎神戦隊ゴーオンジャー BUNBUN!BANBAN!劇場BANG!!（2008年） - 蛮機兵ウガッツ[要出典]
  - 劇場版 炎神戦隊ゴーオンジャーVSゲキレンジャー（2009年） - 蛮機兵ウガッツ[要出典]
  - 侍戦隊シンケンジャー 銀幕版 天下分け目の戦（2009年） - ナナシ連中[要出典]
  - 侍戦隊シンケンジャーVSゴーオンジャー 銀幕BANG!!（2010年） - ゴーオンレッド（代役）[59]
  - 天装戦隊ゴセイジャー エピックON THEムービー（2010年） - 再生怪人、魔虫兵ビービ[要出典]
  - 天装戦隊ゴセイジャーVSシンケンジャー エピックon銀幕（2011年） - 兵隊
  - ゴーカイジャー ゴセイジャー スーパー戦隊199ヒーロー大決戦（2011年） - レジェンド戦士、ウルザードファイヤー[60]、救星主のブラジラ[61] 他
  - 海賊戦隊ゴーカイジャー THE MOVIE 空飛ぶ幽霊船（2011年） - 豪獣レックス / 豪獣神[要出典]
  - 特命戦隊ゴーバスターズ THE MOVIE 東京エネタワーを守れ!（2012年） - チダ・ニック[要出典]
  - 特命戦隊ゴーバスターズVS海賊戦隊ゴーカイジャー THE MOVIE（2013年） - チダ・ニック[62]
  - 劇場版 獣電戦隊キョウリュウジャー ガブリンチョ・オブ・ミュージック（2013年） - キョウリュウグリーン[16]
  - 獣電戦隊キョウリュウジャーVSゴーバスターズ 恐竜大決戦! さらば永遠の友よ（2014年）
  - 烈車戦隊トッキュウジャー THE MOVIE ギャラクシーラインSOS（2014年） - トッキュウ6号[63][16]
  - 烈車戦隊トッキュウジャーVSキョウリュウジャー THE MOVIE（2015年） - トッキュウ6号、キョウリュウグリーン[64]
  - 手裏剣戦隊ニンニンジャー THE MOVIE 恐竜殿さまアッパレ忍法帖!（2015年） - アカニンジャー[65]
  - 手裏剣戦隊ニンニンジャーVSトッキュウジャー THE MOVIE 忍者・イン・ワンダーランド（2016年） - アカニンジャー[66][16]、闇アカニンジャー[66]、トッキュウ6号[66]、トッキュウ1号[16]
  - 劇場版 動物戦隊ジュウオウジャー ドキドキサーカスパニック!（2016年） - ジュウオウイーグル[16]、ジュウオウザワールド（代役）[7]
  - 劇場版 動物戦隊ジュウオウジャーVSニンニンジャー 未来からのメッセージ from スーパー戦隊（2017年） - ジュウオウイーグル[16] / ジュウオウゴリラ[16] / ジュウオウホエール[16]
  - 快盗戦隊ルパンレンジャーVS警察戦隊パトレンジャー en film（2018年） - ルパンレッド[39] / ルパントリコロール[67]
  - 騎士竜戦隊リュウソウジャー THE MOVIE タイムスリップ!恐竜パニック!!（2019年）[68]
  - 魔進戦隊キラメイジャー エピソードZERO（2020年） - アクションクルー[69] ※ノンクレジット
  - 機界戦隊ゼンカイジャー THE MOVIE 赤い戦い! オール戦隊大集会!!（2021年）[70] - バスコ怪人態[71]
  - 暴太郎戦隊ドンブラザーズ THE MOVIE 新・初恋ヒーロー（2022年） - ドンモモタロウ[72]
  - ナンバーワン戦隊ゴジュウジャー 復活のテガソード（2025年） - ゴジュウウルフ
- スーパーヒーロー大戦シリーズ
  - 仮面ライダー×スーパー戦隊 スーパーヒーロー大戦（2012年） - レジェンド戦士、仮面ライダー、敵怪人 他
  - 仮面ライダー×スーパー戦隊×宇宙刑事 スーパーヒーロー大戦Z（2013年） - キョウリュウグリーン[73][16]
  - 平成ライダー対昭和ライダー 仮面ライダー大戦 feat.スーパー戦隊（2014年） - 仮面ライダーファイズ[73][37]
  - 仮面ライダー×スーパー戦隊 超スーパーヒーロー大戦（2017年）

### オリジナルビデオ
- スーパー戦隊シリーズ
  - 帰ってきた侍戦隊シンケンジャー 特別幕（2010年）
  - 帰ってきた天装戦隊ゴセイジャー last epic（2011年）
  - 海賊戦隊ゴーカイジャー キンキンに!ド派手に行くぜ!36段ゴーカイチェンジ!!（2011年）
  - 特命戦隊ゴーバスターズVSビートバスターVS J（2012年）
  - 帰ってきた特命戦隊ゴーバスターズVS動物戦隊ゴーバスターズ（2013年）
  - 獣電戦隊キョウリュウジャー でたァ〜ッ! まなつのアームド・オンまつり!!（2013年）
  - 帰ってきた獣電戦隊キョウリュウジャー 100 YEARS AFTER（2014年） - キョウリュウグリーン[10]、キョウリュウグレー[74]
  - 烈車戦隊トッキュウジャー さらばチケットくん! 荒野の超トッキュウバトル!!（2014年）
  - 行って帰ってきた烈車戦隊トッキュウジャー 夢の超トッキュウ7号（2015年） - アカニンジャー[16]
  - 手裏剣戦隊ニンニンジャー アカニンジャーVSスターニンジャー百忍バトル!（2015年）
  - 特捜戦隊デカレンジャー 10 YEARS AFTER（2015年） - デカブレイク[75]
  - 帰ってきた手裏剣戦隊ニンニンジャー ニンニンガールズVSボーイズ FINAL WARS（2016年） - アカニンジャー[76]
  - 動物戦隊ジュウオウジャー スーパー動物大戦（2016年）
  - 帰ってきた動物戦隊ジュウオウジャー お命頂戴!地球王者決定戦（2017年） - ジュウオウイーグル、ハシビロコウのジューマン[7]
  - ルパンレンジャーVSパトレンジャーVSキュウレンジャー（2019年） - パトレン1号（魁利）[39]
  - 王様戦隊キングオージャーVSドンブラザーズ（2024年）
  - 王様戦隊キングオージャーVSキョウリュウジャー（2024年） - キョウリュウグリーン[77]
  - 爆上戦隊ブンブンジャーVSキングオージャー（2025年）[78]
- 仮面ライダーシリーズ
  - 仮面ライダーW RETURNS 仮面ライダーアクセル（2011年）
  - ビルド NEW WORLD 仮面ライダーグリス（2019年） - 仮面ライダーメタルビルド[79] / 仮面ライダーファントムビルド[79]
  - 仮面ライダージオウ NEXT TIME ゲイツ、マジェスティ（2020年）[80]
  - ゼロワン Others 仮面ライダーバルカン&バルキリー（2021年） - 仮面ライダーバルカン[81]
  - 仮面ライダーセイバー 深罪の三重奏（2022年）
  - 仮面ライダーオーズ 10th 復活のコアメダル（2022年） - 仮面ライダーオーズ[82]
  - 仮面ライダーガッチャード GRADUATIONS（2025年）

### ネットムービー
- ネット版 仮面ライダー×スーパー戦隊 スーパーヒーロー大変 〜犯人はダレだ?!〜（2012年） - チダ・ニック
- ネット版 仮面ライダー×スーパー戦隊×宇宙刑事 スーパーヒーロー大戦乙!〜Heroo!知恵袋〜あなたのお悩み解決します!（2013年）
- 仮面戦隊ゴライダー（2017年）
- めちゃ×2タメしてるッ!（2017年、ZERO Television） - ACTIONクルー
- 快盗戦隊ルパンレンジャー＋警察戦隊パトレンジャー 〜究極の変合体！〜（2018年）
- ドライブサーガ 仮面ライダーブレン（2019年） - 仮面ライダーブレン[83]
- 仮面ライダーゲンムズ ―ザ・プレジデンツ―（2021年） - 仮面ライダークロノス[84]
- 仮面ライダーセイバー×ゴースト（2021年） - 仮面ライダーセイバー[85]
- 「暴太郎戦隊ドンブラザーズ」meets「仮面ライダー電王」目指せ！ドン王（2022年）
- 暴太郎戦隊ドンブラザーズ スピンオフ コレがドンブラザーズの名乗りだ！ 暴太郎のホントの姿!?（2022年） - ドンモモタロウ[31]
- ネット版 仮面ライダーオーズ 復活のコアメダル・序章（2022年） - 仮面ライダーオーズ
- オーズ10th 仮面ライダーバース バースX誕生秘話（2022年）
- 忍風戦隊ハリケンジャーwithドンブラザーズ（2022年） - ドンモモタロウ[41]
- 爆竜戦隊アバレンジャーwithドンブラザーズ（2023年） - ドンモモタロウ[41]
- 仮面ライダー 令和のゴージャス運動会（2024年） - 仮面ライダーセイバー / 仮面ライダーレジェンド
- ナンバーワン戦隊ゴジュウジャー アニバーサリー討論会（2025年2月9日、YouTube） - ゴジュウウルフ
- 爆上戦隊ブンブンジャー formation lap 始末屋 オブ ギャラクシー（2025年） - ショウ・ロンポー / リュウコマンダー

### 戦隊シリーズショー
- 獣拳戦隊ゲキレンジャー（2007年）
  - 「目覚めろ野獣の力!突激気大作戦!!」
  - 「獣拳結集!衝激気のファイナルバトル!!」
- 炎神戦隊ゴーオンジャー（2008年） - ゴーオンブルー[4][86]
  - 「炎神戦隊ゴーオンジャー スカイシアターに現る!!」
  - 「炎神合体!エンジンオーG6降臨!!」
  - 「天空の戦士!ゴーオンウイングス登場!!」
  - 「最強パワー炸裂!LETS GO-ON!!」
  - 「熱き友情!正義のドリフトパワー発動!!」
  - 「グランプリファイナル!素顔の戦士ラストラン!!」
  - 「さよならスカイシアター!熱き思いよ甦れ!!」 - エージェント・アブレラ[4]
- 侍戦隊シンケンジャー（2009年） - シンケンレッド[16][4]
  - 「侍戦隊シンケンジャー シアターGロッソに見参!!」
  - 「シンケンゴールド見参!海中決戦之幕」
  - 「スーパーシンケンジャー見参!真侍技之幕」
  - 「モヂカラ集結!!最終決戦之幕」
- 天装戦隊ゴセイジャー（2010年） - ゴセイナイト[16][4]
  - 「天装戦隊ゴセイジャー シアターGロッソに現る!!」
  - 「ゴセイナイト降臨!正義のパワー天装!!」
  - 「激突!ゴセイジャーVSダークゴセイジャー」
  - 「護星天使降臨!奇跡のラストターン」
- 獣電戦隊キョウリュウジャー（2014年） - キョウリュウグリーン[87]
  - 「決めるぜ!史上最強のブレイブフィニッシュ!!」
- 動物戦隊ジュウオウジャー（2017年）
  - 「ジュウオウファイナル!王者の絆をなめるなよ!!」 - リザイグル、ジニス[88]
- 快盗戦隊ルパンレンジャーVS警察戦隊パトレンジャー（2019年）
  - 「史上最高のVS!!君はどっちを応援する!?」
- 騎士竜戦隊リュウソウジャー（2019年）
  - 「シアターGロッソ10周年記念公演 ケボーン!Gロッソ!!」 - リュウソウレッド
- 爆上戦隊ブンブンジャーショー（2024年）　
  - 第1弾　「シアターGロッソに現る!!」 - ブンオレンジ

### 舞台
- 戦国BASARA（2009年） - アンサンブル
- ミュージカル 忍たま乱太郎（2010年） - ドクタケ忍者 役

### ゲーム
- 仮面ライダー クライマックスヒーローズ オーズ（2010年） - モーションアクター

### CM
- ニンテンドーDS用ゲームソフト「プロ野球チームをつくろう!」（2008年） - プロ野球選手 役
- ソフトバンク「SOFTBANK MOBILE Corp web」（2009年） - バンジージャンプスタント

### イベント
- JAEスペシャルイベント「俺たち参上!!」（2009年、シアターGロッソ） - カラミ
- ドラマティック・ライブステージ「IRIS」（2010年） - アクションクルー
- JAE NAKED LIVE「がんばろう 日本!」（2011年）
- 獣電戦隊キョウリュウジャー「ファイナルライブツアー2014」（2014年） - キョウリュウグリーン
- JAE "春"プレミアムイベント ~Jump Up!~（2016年）
- 動物戦隊ジュウオウジャー「ファイナルライブツアー2017」（2017年）
- 快盗戦隊ルパンレンジャーVS警察戦隊パトレンジャー「ファイナルライブツアー2019」（2019年）